# Спенсер (Западна Вирџинија)
Спенсер (енгл. Spencer) град је у америчкој савезној држави Западна Вирџинија.

## Демографија
По попису из 2010. године број становника је 2.322, што је 30 (-1,3%) становника мање него 2000. године.
| Група             | 2000.         | 2010.         |
| Белци             | 2.279 (96,9%) | 2.238 (96,4%) |
| Афроамериканци    | 3 (0,1%)      | 1 (0,0%)      |
| Азијати           | 16 (0,7%)     | 8 (0,3%)      |
| Хиспаноамериканци | 18 (0,8%)     | 40 (1,7%)     |
| Укупно            | 2.352         | 2.322         |